# 양창수 (외교관)
양창수(楊昌洙, 1958년 11월 30일~)은 대한민국의 외무공무원이다.

## 학력
- 1976.02: 배재고등학교 졸업[4]
- 1980.02: 국민대학교 행정학 학사[3][4]
- 1987.02: 서울대학교 행정학 석사[3][4]
- 1995.06: 루마니아 국립 경제대학교 경제학 박사[3]

### 비학위 수료
- 1996.08: 중국현대국제관계연구원과 베이징 어언대학 연수[4]

## 경력
- 1984.07: 외무부 입부 (85.05 제18회 외무고시 합격)[5]
- 1987.06: 주노르웨이 대사관 2등서기관[3]
- 1990.05: 주루마니아 대사관 2등서기관[3]
- 1997.06: 주중국 대사관 1등서기관[3]
- 2001.04: 주광저우 총영사관 영사[4]
- 2003.07: 외교통상부 유럽국 유럽2과장[4]
- 2004.07: 국무총리비서실 파견(의전과장)[3]
- 2006.01: 주일본 대사관 공사참사관 겸 총영사[4]
- 2008.07: 외교통상부 유럽국 심의관[3]
- 2009.12: 외교통상부 유럽국장[3]
- 2011.02: 외교안보연구원 글로벌리더십과정(Global Leadership Course)[4]
- 2012.02: 주광저우 총영사[4]
- 2015.05: 경기도청 국제관계대사[6]
- 2016.11: 주타이베이 대한민국 대표부 대표[7] (16.10.28 대통령 신임장 수여)[8]
- 2019.07:국민대학교 행정대학원 특임교수[2]